# Handelsinformationssystem
Ein Handelsinformationssystem ist ein speziell auf die Bedürfnisse des Handels ausgerichtetes betriebliches Informationssystem. Insbesondere werden auf Basis der ARIS-Architektur die Bereiche Lagerverwaltung, Zentralregulierung oder Streckengeschäft abgebildet.

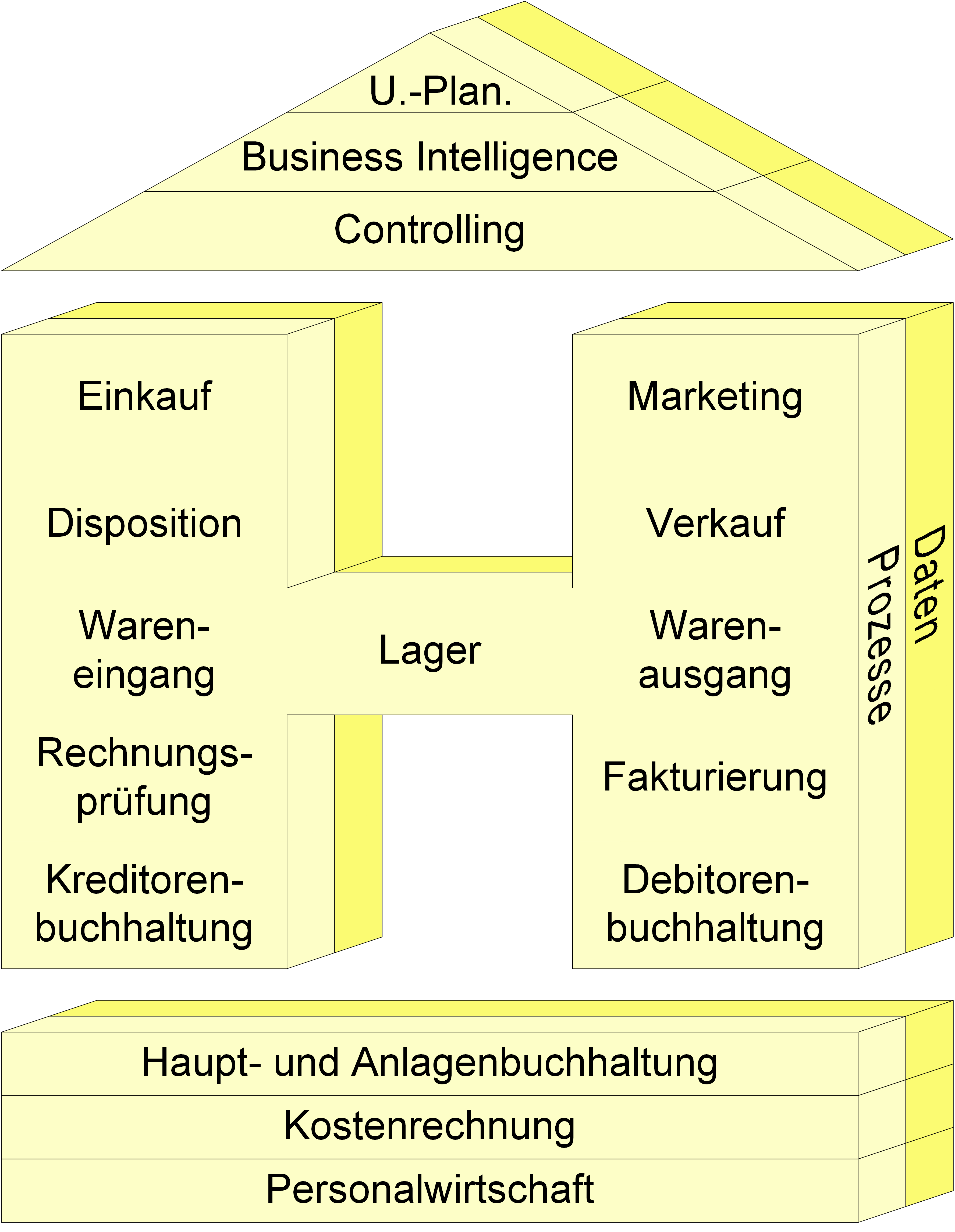
Der Ordnungsrahmen "Handels-H" in der Variante des klassischen Lagergeschäfts.

## Handels-H
Das Handels-H ist ein Referenzmodell zur Modellierung von betrieblichen Informationssystemen im Handel. Als Ordnungsrahmen strukturiert es sämtliche Hauptprozesse eines Handelsunternehmens und bietet sowohl die Prozesssicht als auch die Datensicht auf die Funktionsbereiche innerhalb eines Handelsunternehmens.  

### Das H
In dem H des Ordnungsrahmens sind die wertschöpfenden Kernprozesse eines Handelsunternehmens aufgeführt. Der üblicherweise zum Lieferanten gerichtete Funktionsbereich der Beschaffung findet sich im linken Schenkel des Handels-H mit den Hauptprozessen Einkauf, Disposition, Wareneingang, Rechnungsprüfung und Kreditorenbuchhaltung. Spiegelbildlich befinden sich im rechten Schenkel des Handels-H die Hauptprozesse Marketing, Verkauf, Warenausgang, Fakturierung und Debitorenbuchhaltung als die dem Funktionsbereich Vertrieb zuzurechnenden Prozesse. Das verbindende und warenwirtschaftlich überbrückende Element zwischen den Funktionsbereichen Beschaffung und Vertrieb bildet der Lagerprozess. Das Lager ist damit wesentlicher Teil des logistischen Prozesses vom Wareneingang, Lager und Warenausgang. 

### Das Dach
Die Managementprozesse eines Handelsunternehmens nach Strukturierung des Handels-H-Referenzmodells finden sich im Dach wieder. Den Entscheidungsträgern des Handelsunternehmens werden hier durch die Prozesse des Controllings, Business Intelligence und Unternehmensplanung die Daten aus den operativen Systemen aufbereitet, um als Entscheidungs- und Planungsgrundlage zu dienen. 

### Der Sockel
Die betriebswirtschaftlich-administrativen Aufgaben und damit die Supportprozesse des Referenzmodells sind als das H und das Dach stützender Sockel visualisiert. Die unverzichtbaren Hauptprozesse der Haupt- und Anlagenbuchhaltung, Kostenrechnung und Personalwirtschaft unterstützen damit die Kern- und Managementprozesse des Handels-H ohne jedoch selbst einen direkten Kundennutzen zu bieten.

## Handels-H-Varianten
Neben dem klassischen Handels-H für den Großhandel existieren auch Abwandlungen für die Geschäftsarten stationärer Einzelhandel, Streckengeschäft oder Zentralregulierung. Bei diesen Handels-H-Varianten fallen Hauptprozesse weg oder werden durch die Spezifika der jeweiligen Geschäftsart ersetzt. 

## Weiterentwicklung und Einsatz des Handels-H
Der Einsatz dieses Referenzmodells wird innerhalb der Forschung am Lehrstuhl von Jörg Becker und innerhalb der Praxis in der Unternehmensberatung Prof. Becker GmbH kontinuierlich weiterentwickelt. 

## IT-Unterstützung für die Modellierung von Handelsinformationssystemen
Neben universal einsetzbaren Modellierungstools wie Microsoft Visio, ARIS oder Signavio ist das für den Handelsbereich konzipierte Prozessmodellierungstools icebricks zu nennen. Das webbasierte Modellierungstool ist Bestandteil der icebricks-Methode, welche unter anderem das Handels-H als Referenzmodell nutzt. 
Für die konzeptionelle Modellierung des Berichtswesens und des Metadatenmanagements innerhalb eines Handelsunternehmens und damit über reine ER-Modelle hinausgehend kann bspw. das am Lehrstuhl von Jörg Becker entwickelte H2-Toolset genutzt werden. Dieses unterstützt damit Handelsunternehmen bei der Gestaltung ihrer Management-Informationssysteme.